# Thomas de la Moore
Thomas de la Moore (ou More) (mort après 1347) de Northmoor, dans l'Oxfordshire, est un chevalier anglais et Member of Parliament. Il était un partisan du roi Édouard II, et fut présent lors de son abdication forcée le 20 janvier 1327 au château de Kenilworth. 

## Biographie
Thomas de la Moore a été le maître de Geoffrey le Baker, qui écrivit une chronique couvrant l'histoire de l'Angleterre de 1303 à 1356. Jusqu'à ce que le Baker soit identifié comme son véritable auteur par Edward Maunde Thompson au XIXe siècle, on pensait que Thomas de la Moore en était l'auteur.